# Cimetière juif de Venise
Le cimetière juif de Venise, fondé entre 1386 et 1389 et situé sur le Lido de Venise, était jusqu'à la fin du XVIIIè siècle la sépulture des juifs à Venise. Il est l'un des plus anciens cimetières juifs d'Europe à être préservé.

## Sens
Dans la culture juive, le cimetière n'est pas qu’un lieu de douleur ou de culte : c'est aussi un lieu qui doit permettre à chacun la possibilité de réfléchir sur sa vie passée, en pensant à la meilleure façon de vivre la vie qui reste. Le cimetière est sacré, non seulement en tant que lieu de culte, mais aussi en tant qu'éternelle école de vie. Le mot même de cimetière, dans la tradition hébraïque, est appelé « Bet Ha-Chjim » ou Maison de vie.

## Histoire
En 1386, la République de Venise a accordé aux juifs vénitiens, l'utilisation de terres non cultivées sur l'île du Lido, à proximité du Monastère de Saint-Nicolas. C'est la première preuve historique de la présence juive dans la cité lagunaire. Surmontant les griefs des frères, la première tombe à être placée dans le cimetière était celle de Samuel den Shinshon en 1389 (année 5150 du calendrier juif). Depuis lors, le cimetière a continué à être utilisé sans interruption. Agrandi à plusieurs reprises, le cimetière atteint son expansion maximale en 1641. Après cette date, il a commencé à décliner, en partie à cause des travaux de fortification du Lido, ce qui a réduit les espaces utilisés pour les sépultures. Au XIXe siècle, le cimetière est progressivement tombé en désuétude et le Nouveau Cimetière a ouvert à proximité. Il s'est ensuivi des années de négligence et de vandalisme, qui a abouti à la fermeture définitive de l'ancien cimetière, décrété par les lois raciales fascistes en 1938. C'est seulement à la fin des années 1980 que le Comité Juif de Venise, sous la direction du professeur Cesare Vivante, a entrepris le projet de restaurer l'ancien cimetière. En 1999, d'importants travaux ont été complétés par des fonds publics et privés, italiens et internationaux. Plus d'un millier de pierres tombales ont été retrouvées, datant de 1550 au début des années 1700, avec des inscriptions en hébreu, mais aussi en espagnol et en portugais, pour exprimer la grande variété et l'ouverture de la communauté juive de Venise.

## Attrait
Lord Byron, Goethe, Shelley et Musset ont médité dans le vieux cimetière juif de Venise.

## Visites
Le cimetière est ouvert à la visite, et représente l'un des monuments les plus significatifs de la présence juive en Italie. Près de l'entrée, le tombeau du célèbre rabbin Léon de Modène (1571-1648) accueille les visiteurs.
Il est notamment possible de visiter l'ancien cimetière juif du Lido de Venise grâce aux visites organisées par le Musée Juif de Venise.